# Jacek Bogucki
Jacek Bogucki (* 13. Februar 1959 in Wysokie Mazowieckie) ist ein polnischer Politiker (AWS, PPChD, PiS, SP). Er war von 2005 bis 2019 und ist erneut seit 2023 Abgeordneter des Sejm in der V. und VI., VII., VIII. und X. Wahlperiode und von 2019 bis 2023 Mitglied des polnischen Senats. 2007 und von 2015 bis 2018 war er Staatssekretär im Landwirtschaftsministerium.

## Leben und Beruf
Bogucki schloss 1982 sein Studium der Mechanik an der Technischen Universität Lublin mit dem Magistergrad ab. Anschließend war bis 1989 Grundschullehrer in Siennica-Lipusy. Seit 1989 bewirtschaftet er einen landwirtschaftlichen Betrieb. Er ist verheiratet. Seine Ehefrau Anna Bogucka gehört seit 2023 dem Senat der Republik Polen an.

## Politik
In den Jahren 1990 bis 1998 war Bogucki Wójt und Gemeinderatsmitglied der Gemeinde Czyżew-Osada. Von 1994 bis 1998 gehörte er zudem dem Sejmik der damaligen Woiwodschaft Łomża an. Von 1998 bis 2005 war er Starost des Powiat Wysokomazowiecki und saß darüber hinaus auch im Kreisrat des Powiat. Dabei wurde er bei den Selbstverwaltungswahlen 1998 für die Akcja Wyborcza Solidarność und 2002 für das Wahlkomitee „Porozumienie Samorządowe - Jedność i Sprawiedliwość“ gewählt. Ab 1999 gehörte er der Porozumienie Polskich Chrześcijańskich Demokratów an, bevor er sich 2002 der Prawo i Sprawiedliwość (PiS) anschloss.
Bei den Parlamentswahlen 2005 wurde er über die Liste der PiS mit 7.189 Stimmen für den Wahlkreis Białystok erstmals in den Sejm gewählt. Vom 31. August bis zum 16. November 2007 war er Staatssekretär im Landwirtschaftsministerium. Bei den Parlamentswahlen 2007 wurde er mit 13.236 Stimmen zum zweiten Mal Abgeordneter des Sejm. Er war Mitglied der Sejm Kommissionen für Verfassungsverantwortung sowie Landwirtschaft. Bei der Europawahl 2009 kandidierte er hingegen erfolglos. Hingegen wurde er bei der Parlamentswahl 2011 erneut für die PiS in den Sejm gewählt. 2012 verließ er die PiS und beteiligte sich an der Gründung der Solidarna Polska, die er aber bereits 2014 wieder verließ, um zur PiS zurückzukehren. Diesen Schritt verband er mit dem Aufruf, die polnische Rechte solle sich in der PiS versammeln. Bei der Parlamentswahl 2015 wurde er für die PiS zum vierten Mal in den Sejm gewählt. Im Zuge des auf die Wahl folgenden Regierungswechsels wurde er erneut Staatssekretär im Landwirtschaftsministerium. Er übte dieses Amt bis Juli 2018 aus. 2019 wurde er für die PiS in den Senat der Republik Polen gewählt. Bei der Parlamentswahl 2023 kehrte er in den Sejm zurück. Bei der Europawahl 2024 kandidierte er erneut erfolglos.

## Ehrungen
- 2005 Silbernes Verdienstkreuz der Republik Polen[13]